# Visions
| Verkaufte Exemplare (Jahresdurchschnitt) | Verkaufte Exemplare (Jahresdurchschnitt) |
| ---------------------------------------- | ---------------------------------------- |
| 1999                                     | 38.002                                   |
| 2000                                     | 32.529                                   |
| 2001                                     | 44.009                                   |
| 2002                                     | 42.697                                   |
| 2003                                     | 38.360                                   |
| 2004                                     | 35.027                                   |
| 2005                                     | 38.255                                   |
| 2006                                     | 34.993                                   |
| 2007                                     | 30.623                                   |
| 2008                                     | 36.674                                   |
| 2009                                     | 31.534                                   |
| 2010                                     | 25.957                                   |
| 2011                                     | 27.057                                   |
| 2012                                     | 41.169                                   |
| 2013                                     | 32.590                                   |
| 2014                                     | 33.001                                   |

Das Logo der Visions bis 2010

Visions (eigene Schreibung VISIONS) ist eine monatlich im Dortmunder Visions Verlag erscheinende deutsche Musikzeitschrift, die in den 1990ern als die führende für Alternative Rock galt. Die Visions Verlag GmbH ist ein Unternehmen der Konradin Mediengruppe.

## Geschichte
Gegründet wurde das Magazin 1989 von Daniel Oeding als Fanzine mit einer gedruckten Auflage von 300 Exemplaren. Neben Intro ist Visions eine der wenigen damals entstandenen Musikzeitschriften mit einem Schwerpunkt auf alternativer bzw. Independent-Musik, die den zwischenzeitlichen Boom von entsprechenden Zeitschriften wie Indiecator oder Sub Line Anfang der 1990er Jahre überlebten. Nach den Angaben der Informationsgemeinschaft zur Feststellung der Verbreitung von Werbeträgern (IVW) beträgt die Auflagenstärke heute rund 30.000 verkaufte Exemplare. Nach dem Verkauf des Visions Verlags schied Michael Lohrmann, Gründer und Herausgeber der Musikzeitschrift, als Geschäftsführer beim Visions-Magazin aus.
Zwischen September und November 2005 veröffentlichte das Magazin anlässlich seiner 150. Ausgabe einer Liste der 150 Platten für die Ewigkeit, gewählt von den Lesern.

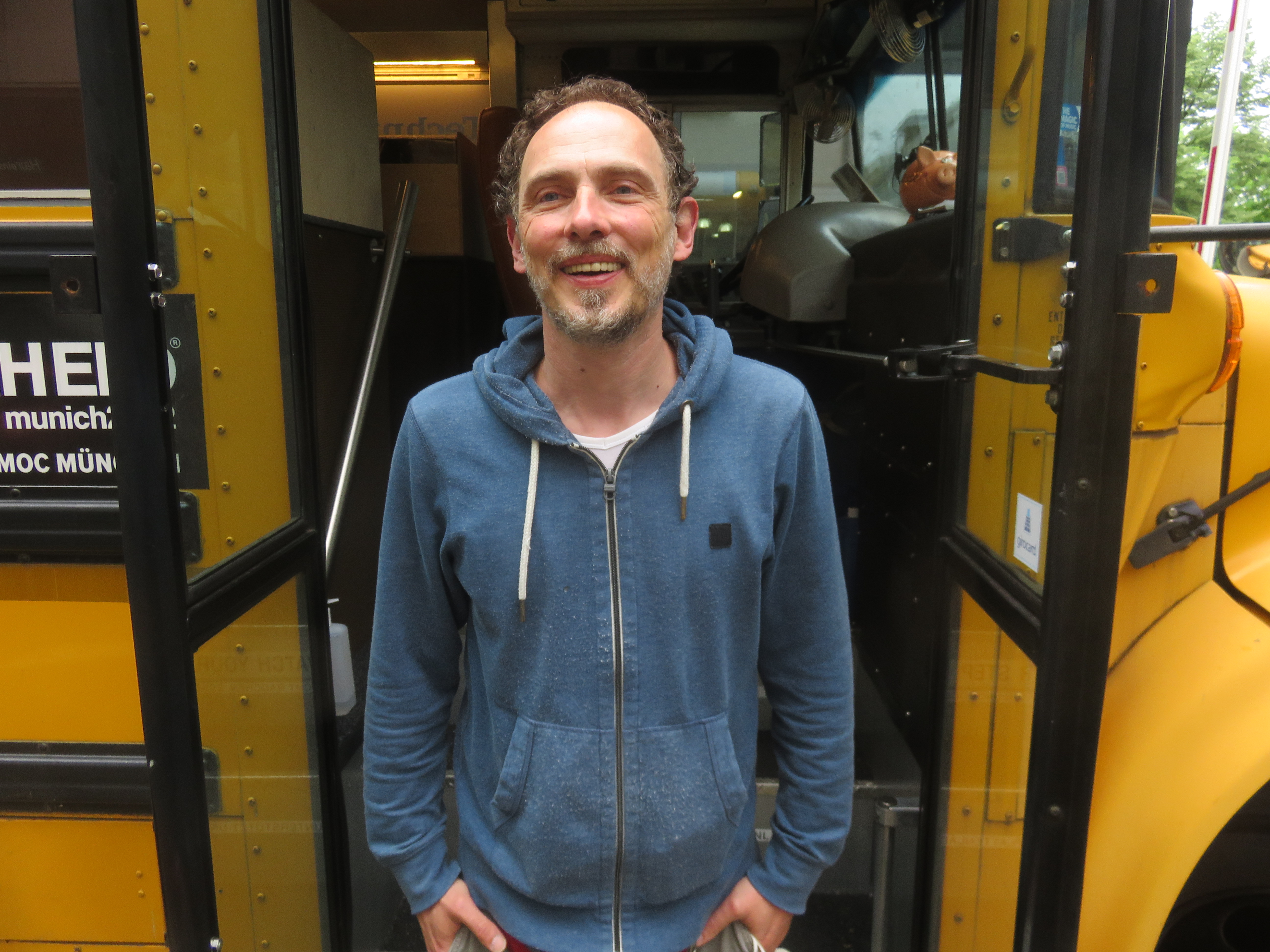
Gründer und ehemaliger Visions-Herausgeber Michael Lohrmann (2022)

Die Zeitschrift veranstaltet neben regelmäßigen Konzerten und Festivals seit einigen Jahren eine Party-Reihe namens „VISIONS Partys“, die zunächst nur in Dortmund stattfand, nach und nach auf mehrere Städte ausgeweitet wurde und seit Anfang 2007 bundesweit und in der Schweiz stattfindet.
Ebenfalls im Visions Verlag erscheinen das Kulturmagazin Public und die jährlich veröffentlichte Musikfestivalübersicht Festivalplaner. Das von dem Verlag ins Leben gerufene Interviewmagazin Galore erschien zwischen 2003 und 2009, existierte kurzzeitig als kostenfreie Internetseite weiter und wurde schließlich eingestellt. Das als Ableger geplante zwischenzeitliche Internetmagazin Netspotting wurde nach wenigen Ausgaben wieder eingestellt und in stark abgespeckter Form in Visions rückintegriert.

## Heft und Redaktion
Der musikalische Schwerpunkt der Visions liegt auf Alternative Rock bzw. Indie-Rock, jedoch werden auch zahlreiche Musiker aus anderen Bereichen, wie Metal, Punk, Hardcore, Singer-Songwriter, Post-Rock, Britpop oder Noise vorgestellt.
Neben Rezensionen von Tonträgern enthält die Zeitschrift Interviews und Reportagen. Der Druckausgabe liegt üblicherweise eine Audio-CD mit ausgesuchten aktuellen Titeln bei. Die DVD-Beilagenserie Visions On Screen, die aktuelle wie klassische Videoclips und redaktionelle Beiträge enthielt, wurde zwischenzeitlich eingestellt.
Redaktionssitz des Magazins ist Dortmund. Derzeitiger Chefredakteur ist Dennis Plauk; ihm zur Seite stehen Martin Burger, Dennis Drögemüller, Jonas Silbermann-Schön, Florian Schneider, Jan Schwarzkamp und Nicola Drilling.
In der Nacht vom 16. auf den 17. Februar 2021 verstarb nach schwerer Krankheit der ehemalige langjährige Chefredakteur Dirk Siepe.

## Album des Jahres
Seit 1994 wird von den Lesern das Album des Jahres gewählt. Seit 2001 gibt es zudem auch eine gesonderte Statistik, in der nur die Autoren abstimmen. Die bisherigen Gewinner waren:
| Jahr | Leser                   | Leser                                         | Kritiker                | Kritiker                               |
| Jahr | Interpret               | Album                                         | Interpret               | Album                                  |
| ---- | ----------------------- | --------------------------------------------- | ----------------------- | -------------------------------------- |
| 1994 | Helmet                  | Betty                                         | —                       | —                                      |
| 1995 | The Smashing Pumpkins   | Mellon Collie and the Infinite Sadness        | —                       | —                                      |
| 1996 | Korn                    | Life Is Peachy                                | —                       | —                                      |
| 1997 | Radiohead               | OK Computer                                   | —                       | —                                      |
| 1998 | Korn                    | Follow the Leader                             | —                       | —                                      |
| 1999 | Korn                    | Issues                                        | —                       | —                                      |
| 2000 | Deftones                | White Pony                                    | —                       | —                                      |
| 2001 | System of a Down        | Toxicity                                      | System of a Down        | Toxicity                               |
| 2002 | Queens of the Stone Age | Songs for the Deaf                            | Queens of the Stone Age | Songs for the Deaf                     |
| 2003 | The Mars Volta          | De-Loused in the Comatorium                   | The Mars Volta          | De-Loused in the Comatorium            |
| 2004 | Beatsteaks              | Smack Smash                                   | Beatsteaks              | Smack Smash                            |
| 2005 | Mando Diao              | Hurricane Bar                                 | Trail of Dead           | Worlds Apart                           |
| 2006 | Arctic Monkeys          | Whatever People Say I Am, That’s What I’m Not | Sparta                  | Threes                                 |
| 2007 | Beatsteaks              | Limbo Messiah                                 | Brand New               | The Devil and God Are Raging Inside Me |
| 2008 | Metallica               | Death Magnetic                                | Portishead              | Third                                  |
| 2009 | Them Crooked Vultures   | Them Crooked Vultures                         | Biffy Clyro             | Only Revolutions                       |
| 2010 | Arcade Fire             | The Suburbs                                   | Arcade Fire             | The Suburbs                            |
| 2011 | Foo Fighters            | Wasting Light                                 | La Dispute              | Wildlife                               |
| 2012 | Deftones                | Koi No Yokan                                  | Deftones                | Koi No Yokan                           |
| 2013 | Queens of the Stone Age | …Like Clockwork                               | Queens of the Stone Age | …Like Clockwork                        |
| 2014 | Antemasque              | Antemasque                                    | Antemasque              | Antemasque                             |
| 2015 | Faith No More           | Sol Invictus                                  | Baroness                | Purple                                 |
| 2016 | Touché Amoré            | Stage Four                                    | Touché Amoré            | Stage Four                             |
| 2017 | Fjørt                   | Couleur                                       | Algiers                 | The Underside of Power                 |
| 2018 | A Perfect Circle        | Eat the Elephant                              | Idles                   | Joy as an Act of Resistance            |
| 2019 | Tool                    | Fear Inoculum                                 | Tool                    | Fear Inoculum                          |
| 2020 | Idles                   | Ultra Mono                                    | Fontaines D. C.         | A Hero’s Death                         |
| 2021 | Turnstile               | Glow On                                       | Turnstile               | Glow On                                |
| 2022 | Die Nerven              | Die Nerven                                    | Die Nerven              | Die Nerven                             |
| 2023 | Foo Fighters            | But Here We Are                               | Foo Fighters            | But Here We Are                        |